# Storenosoma picadilly
Espèce
Storenosoma picadilly est une espèce d'araignées aranéomorphes de la famille des Amaurobiidae.

## Distribution
Cette espèce est endémique d'Australie. Elle se rencontre en Nouvelle-Galles du Sud et dans le Territoire de la capitale australienne.

## Description
Le mâle holotype mesure 8,40 mm et la femelle paratype 9,95 mm

## Étymologie
Son nom d'espèce lui a été donné en référence au lieu de sa découverte, Piccadilly Circus.

## Publication originale
- Milledge, 2011 : A revision of Sterenosoma Hogg and description of a new genus, Oztira (Araneae: Amaurobiidae). Records of the Australian Museum, vol. 63, p. 1-32 (texte intégral).